# شتيفان بول
شتيفان بول (بالألمانية: Stefan Pohl)‏ هو سباح ألماني، ولد في 10 أبريل 1978 في مرسيبورغ في ألمانيا.

## وصلات خارجية
- ستيفان بول على موقع الاتحاد الدولي للسباحة (الإنجليزية)
- ستيفان بول على موقع اللجنة الأولمبية الدولية (الإنجليزية)
- ستيفان بول على موقع أوليمبيديا (الإنجليزية)